# 이드리사 게예
이드리사 가나 게예(프랑스어: Idrissa Gana Gueye, 1989년 9월 26일 ~ )는 에버턴에서 수비형 미드필더로 활약하고 있는 세네갈의 축구 선수이다.
게예는 세네갈의 클럽 디암바르에서 선수 생활을 시작했으며, 2008년 릴로 이적하게 된다. 이후 2010년 1군 데뷔전을 가지게 되었으며, 2015년 7월 10일 애스턴 빌라와 계약한다. 이후 팀이 강등되자 2016년 8월 2일 여름 이적 시장을 통해 에버턴과 계약한다.

## 수상
릴
- 리그 1: 2010–11

## 같이 보기
- A매치 100경기 이상 출전한 축구 선수 명단